# Orna de Gállego
Orna de Gállego (Orna de Galligo en aragonais) est un village de la province de Huesca, situé à environ huit kilomètres au sud-ouest de la ville de Sabiñánigo, à laquelle le village a été rattaché, sur la rive droite du Gállego. Le village compte aujourd'hui 14 habitants (INE, 2019). L'église du village, dédiée à saint Michel, a été construite à la fin du XIe siècle dans le style roman lombard et complétée par la suite, notamment par une tour carrée.